# Ду Сакраменту, Леандру
Леа́ндру ду Сакраме́нту (порт. P. Leandro do Sacramento; 1778—1829) — бразильский ботаник, член ордена Кармелитов.

## Биография
Леандру ду Сакраменту родился в 1778 году в Пернамбуку в семье Жоржи Феррейра да Силвы и Терезы ди Жезус. 5 мая 1798 года вступил в орден Кармелитов. Впоследствии Леандру отправился в Португалию и получал образование в Коимбрском университете, где посещал лекции профессора Фелиша Бротеру, в 1806 году окончил его с отличием.
Леандру стал первым бразильским профессором ботаники, также он преподавал в Королевской академии медицины. 13 ноября 1823 года бразильский император Педру I назначил Леандру директором Ботанического сада Рио-де-Жанейро.
Основным объектом изучения Леандру стали растения семейства Баланофоровые. Он писал статьи о них в журналах Мюнхенской академии, Санкт-Петербургского университета и других. Многие рукописи Леандру были впоследствии переработаны и изданы Огюстеном де Сент-Илером и Жуаном Барбоза-Родригишом.
Леандру ду Сакраменту скончался 1 июля 1829 года.

## Растения, названные в честь Леандру
- Leandra Raddi, 1820